# Boxwell with Leighterton
Boxwell with Leighterton é uma paróquia do distrito de Cotswold, no condado de Gloucestershire, na Inglaterra. Inclui os lugares de Boxwell e Leighterton. De acordo com o Censo de 2011, tinha 306 habitantes. Tem uma área de 13,85km².